# Kälvudden
Kälvudden (udden betekent landtong) is een dorp binnen de Zweedse gemeente Överkalix. Kälvudden ligt aan een afslag van de Europese weg 10, aan het meer Kälsjärv. Het ligt op de grens met de gemeente Kalix.
Bestuurscentrum: Överkalix (tätort)
Tätort: Vännäsberget · Svartbyn · Tallvik
Småort: Alsån · Boheden · Gyljen · Hedensbyn · Jockfall · Lansjärv · Norra Tallvik · Nybyn
Overig: Grelsbyn · Kälvudden · Lomträsk · Räktjärv · Rödupp